# Styrning
Styrning är alla åtgärder som vidtas för att påverka en process och/eller ett resultat. Inom ekonomi definieras styrning som de åtgärder vilka medvetet vidtas i syfte att uppnå måluppfyllelse för en verksamhet. Styrning kan till exempel vara direkta beslut i syfte att nå mål eller en organisatorisk enhets medvetna påverkan av en annan organisatorisk enhet för att nå mål. Strategisk styrning omfattar övergripande frågor såsom (i företag) val av produkt eller marknadsinriktning, administrativ eller taktisk styrning kan till exempel gälla formulering av försäljningsmål och fördelning av resurser till olika ändamål för kommande verksamhetsår, och operativ styrning avser som regel kortsiktiga produktionsprogram.
Ett tekniskt ämne är styrtekniken som i sig är en gren inom reglertekniken. Att styra något innebär ofta att man bara utför en åtgärd, utan att ta någon som helst hänsyn till objektets egenskap eller rådande förhållanden. Reglerteknik däremot tar hänsyn till detta, och anpassar till exempel vattennivån efter rådande förhållanden. Man kan säga att reglerteknik är det smartare sättet att styra vissa arbetsprocesser men man kombinerar ofta båda, varför styrteknik kan sägas vara ett delmoment.
På området finns även olika idémässiga inriktningar som förespråkar ett visst sätt att styra på, en styrfilosofi. Exempel på en sådan styrfilosofi är "Tillitsbaserad styrning".